# Chanteheux
Chanteheux je francouzská obec v departementu Meurthe-et-Moselle v regionu Grand Est. V roce 2013 zde žilo 2 145 obyvatel.

## Poloha obce
Sousední obce jsou: Croismare, Jolivet a Lunéville.

## Vývoj počtu obyvatel
Počet obyvatel